# Wang Čchin-fang
Wang Čchin-fang (čínsky pchin-jinem Wáng Qìnfāng, znaky 王沁芳, POJ: Ông Simphang), (* 5. července 1983) je bývalá tchajwanská zápasnice – judistka.

## Sportovní kariéra
Připravovala se na Tchajwanské univerzitě pod vedením Wang Žung-siho. V tchajwanské ženské reprezentaci se pohybovala od roku 2001 v polostřední váze do 63 kg. V roce 2004 se na olympijské hry v Athénách nekvalifikovala. V roce 2008 se kvalifikovala na olympijské hry v Pekingu, kde ve čtvrtfinále prohrála na body s Kubánkou Driulis Gonzálezovou a z oprav do bojů o medaile nepostoupila. Sportovní kariéru ukončila v roce 2010. Věnuje se trenérské práci.

## Výsledky
| Turnaj            | 2001             | 2002             | 2003             | 2004             | 2005             | 2006             | 2007             | 2008             | 2009             | 2010             |
| Turnaj            | 18               | 19               | 20               | 21               | 22               | 23               | 24               | 25               | 26               | 27               |
| Turnaj            | polostřední váha | polostřední váha | polostřední váha | polostřední váha | polostřední váha | polostřední váha | polostřední váha | polostřední váha | polostřední váha | polostřední váha |
| ----------------- | ---------------- | ---------------- | ---------------- | ---------------- | ---------------- | ---------------- | ---------------- | ---------------- | ---------------- | ---------------- |
| Olympijské hry    |                  |                  |                  | —                |                  |                  |                  | úč.              |                  |                  |
| Mistrovství světa | úč.              |                  | úč.              |                  | úč.              |                  | úč.              |                  | —                | úč.              |
| Asijské hry       |                  | 3.               |                  |                  |                  | 5.               |                  |                  |                  | 2.               |
| Mistrovství Asie  | ?                |                  | 3.               | úč.              | 2.               |                  | 7.               | 5.               | 5.               |                  |
| Univerziáda       | ?                |                  | 7.               |                  |                  |                  | 2.               |                  | 1.               |                  |
| Akademické MS     |                  | —                |                  | úč.              |                  | 3.               |                  |                  |                  |                  |